# Karel Höger

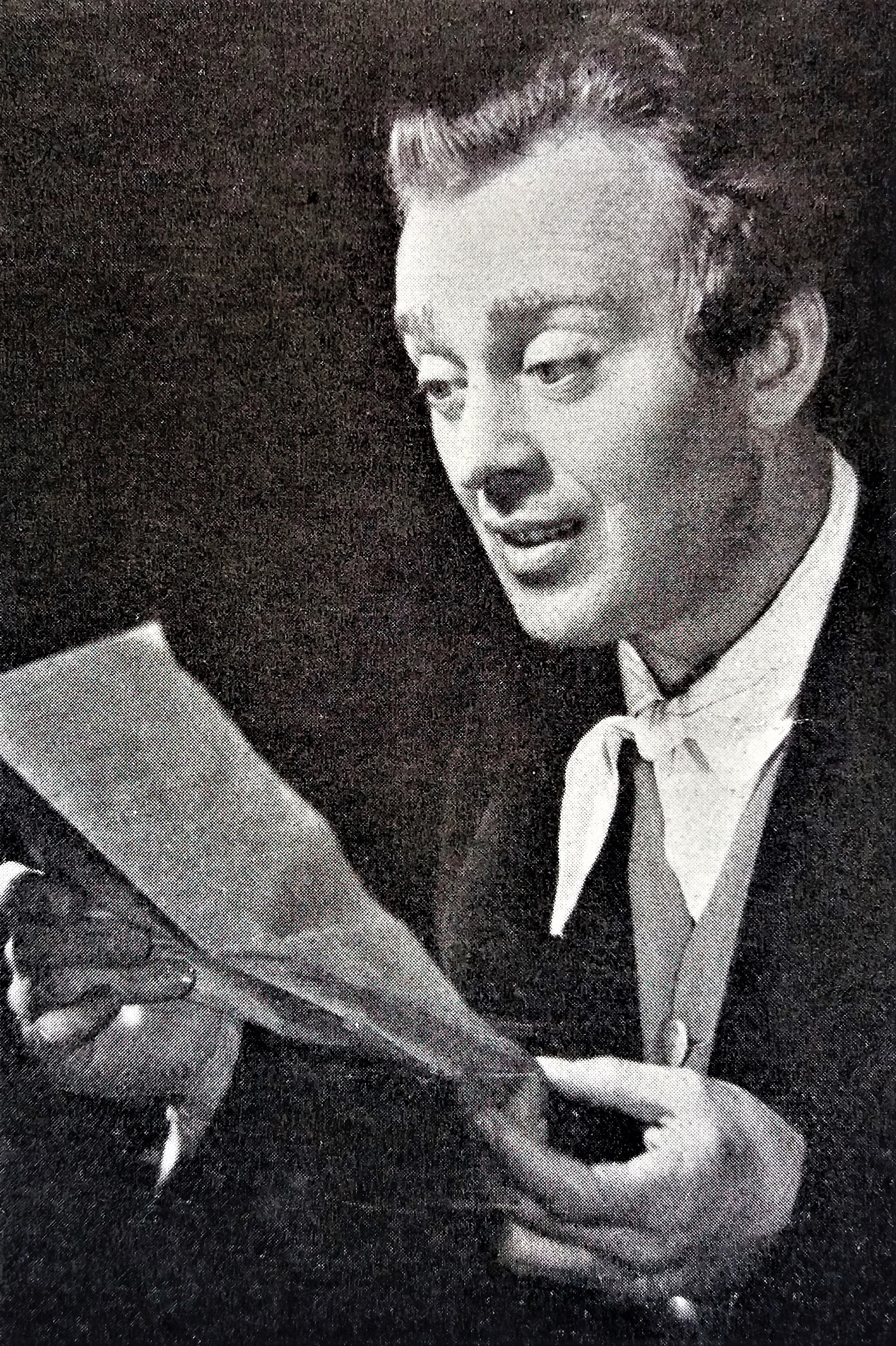
Karel Höger.

Karel Höger, född 17 juni 1909 i Brünn, Österrike-Ungern, död 4 maj 1977 i Prag, Tjeckoslovakien, var en tjeckisk skådespelare. Höger påbörjade sin skådespelarbana på teaterscener i hemstaden, innan han 1940 fick anställning vid Nationalteatern i Prag. Han filmdebuterade samtidigt och medverkade i tjeckoslovakisk film och TV fram till sin död 1977. En av hans kändaste roller var huvudrollen som forskare med samvetskval i Otakar Vávras När dimmorna viker 1948. 1975 var han berättarröst i TV-serien Pan Tau.

## Filmografi, urval
- 1943 – Tanecnice
- 1948 – När dimmorna viker
- 1955 – Jan Hus
- 1962 – Baron Prášil
- 1968 – Dita Saxová
- 1969 – Cest a sláva